# Ludwig August von Stutterheim
 (mai 2023).
Ludwig August Wilhelm von Stutterheim (né le 4 juin 1751 à Köslin, Poméranie et mort le 13 octobre 1826 à Königsberg) est un officier prussien, qui atteint le grade de général d'infanterie.

## Biographie
Ludwig August von Stutterheim est le fils du dernier Generalleutnant prussien Joachim Friedrich von Stutterheim (1715-1783).
Stutterheim s'engage le 4 février 1763 comme caporal dans le 30e régiment d'infanterie "von Stutterheim" de l'armée prussienne, dont son père est le chef. Le 3 janvier 1770, il y est promu au rang de sous-lieutenant. Le 29 juin 1773, il est transféré au 53e régiment d'infanterie "von Luck (de)", où il est promu premier lieutenant. Le 10 juin 1776, il devient capitaine d'état-major et le 1er juillet 1778, commandant de compagnie. En tant que tel, il participe à la guerre de Succession de Bavière en Bohême et en Silésie.
Le 2 avril 1789, il est transféré au 55e régiment d'infanterie "von Koschembahr (de)" et est promu major le 4 juillet 1790. En tant que tel, il combat en 1794 contre les insurgés en Pologne lors de la bataille de la Rawka le 6 juin, du dégagement de Thorn et du siège de Varsovie fin août. Il reçoit pour cela l'ordre Pour le Mérite. En novembre 1795, il est transféré à la brigade de fusiliers de Prusse-Orientale et nommé brigadier de cette même brigade en septembre 1797. Dans cette position, il est le supérieur hiérarchique de Yorck, pour qui il est toujours un modèle du plus strict respect du devoir.
Il prend également part à la guerre de la Quatrième Coalition contre la France et est pour « sa conduite perspicace et courageuse » à la bataille d'Eylau le 8 mars 1807. Après la guerre, Stutterheim fait partie de la commission d'enquête chargée d'évaluer le comportement des officiers faits prisonniers pendant les campagnes. Le roi Frédéric-Guillaume III reconnaît son efficacité par une lettre de cabinet très gracieuse et lui décerne la première classe de l'ordre de l'Aigle rouge le 9 juillet 1809.
Le 11 décembre 1809, il est nommé gouverneur de Königsberg. Le 26 novembre 1811, il prend une retraite temporaire en tant que lieutenant-général, mais revient au service actif le 18 juillet 1813 en tant que gouverneur militaire du pays situé entre la Vistule et l'Oder. Le 8 juin 1814, il devient pour la deuxième fois gouverneur de Königsberg. Le 13 juin 1825, Stutterheim prend sa retraite avec une pension et la remise de l'ordre de l'Aigle noir. Auparavant, il a encore reçu le 30 mars 1824 le caractère de général d'infanterie. Il meurt le 13 octobre 1826 à Königsberg.

## Famille
Stutterheim est marié depuis 1784 à Luise Charlotte Albertine Juliane von Ingersleben (1765-1869), fille du général de division prussien Carl Ludwig von Ingersleben (de).
Il adopte son adjudant et son neveu, le baron Leopold von Schrötter (1791-1855), à l'époque premier lieutenant royal prussien au 1er régiment de hussards du Corps.